# Roncobello
Roncobello ist eine norditalienische Gemeinde (comune) mit 432 Einwohnern (Stand 31. Dezember 2023) in der Provinz Bergamo in der Lombardei. Der Bergort liegt innerhalb der Bergamasker Alpen etwa 47 Kilometer nördlich der Provinzhauptstadt Bergamo. Urkundlich erwähnt wird der Ort erstmals 1258.

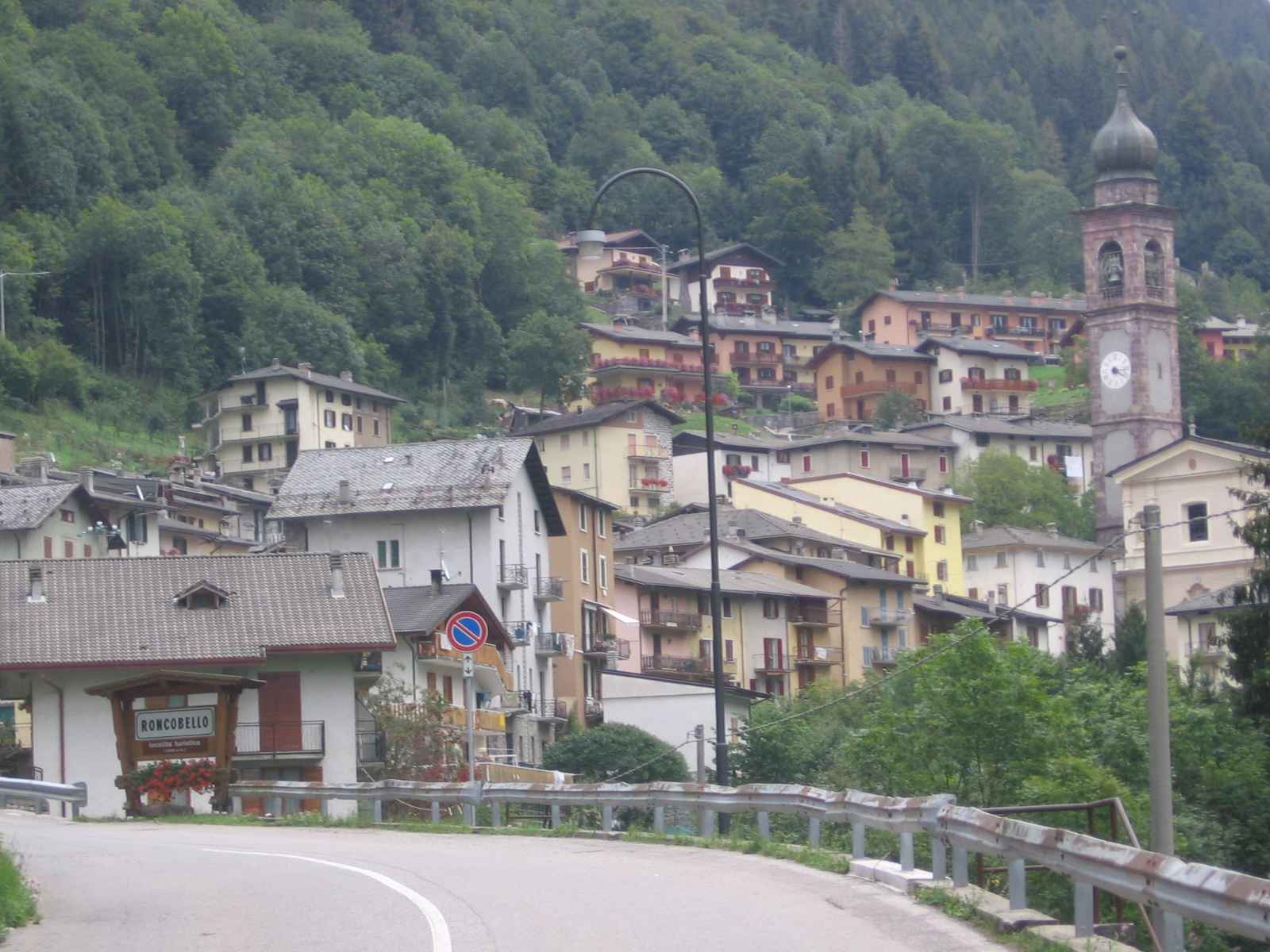
Panorama von Roncobello